# Retrait lignager
Pour les articles homonymes, voir Retrait.
 (avril 2023).
Si vous disposez d'ouvrages ou d'articles de référence ou si vous connaissez des sites web de qualité traitant du thème abordé ici, merci de compléter l'article en donnant les références utiles à sa vérifiabilité et en les liant à la section « Notes et références ».
Le retrait lignager (prémesse ou presme en Bretagne, retractus consanguinitatis) est un droit civil coutumier permettant aux membres d'un lignage (au sens des membres de la famille élargie) de retirer, c'est-à-dire de reprendre un bien héritable (immeuble, appelé « héritage ») qui fait l'objet d'une vente au membre d'un autre lignage en remboursant à l'acquéreur le prix d'achat de celui-ci. Un héritage comprenait maisons, rentes foncières et autres droits réels ; exclus étaient l'usufruit, les offices, les rentes constituées et les meubles (ou acquêts).
Pour exercer le retrait lignager selon les coutumes qu'on appelle du côté et ligne, comme celle de Paris, il fallait être parent du côté et ligne d'où l'héritage était échu. Selon d'autres, qu'on appelle souchères, le retrayant devait être descendu de celui qui a mis l'héritage dans la famille. Enfin, dans quelques autres coutumes qu'on appelle de simple côté, à défaut de parents de la ligne, on admettait au retrait les autres parents du vendeur.
Il fait partie de la coutume générale de France à partir du XIIIe siècle, et le Grand Coutumier de Charles VI dit:
« Des Retraits lignager. L'usage, stil, coutume notoire et commune observance du royaume de France, et mêmement de la Prévôté et vicomté de Paris, sont tels et tous notoires. »
À partir du domaine royal, Jean Froissart dit dans le chapitre 216 du volume Ier de ses Chroniques, le roi Jean l'étendit à la Champagne et à toute la Bourgogne.

## Origine
Le droit pour les parents de prendre la place de l'acheteur, en cas d'aliénation d'un immeuble, existe dans la loi mosaïque sous le nom de geʿullah au chapitre 25:25 du Lévitique et au chapitre 27 du Livre de Ruth. Selon Jacques Cujas, ce droit ne s'applique pas pour des alénations de personnes à personnes, mais de tribu à tribu. Le droit byzantin a aussi connu l'offre au proïsme (ius protomiseos) : celui qui veut aliéner un immeuble doit l’offrir à son plus proche héritier qui l’acquiert par achat s'il accepte ; sinon le vendeur est libre d’aliéner. Ce droit a été préservé par exemple dans les droits de Valachie et Moldavie jusqu'au XIXe siècle.
Ce n'est toutefois pas son origine.
Le retrait lignager (en all. Erblosung, Freundeinstand, nl. naerhede van bloede, familienaasting) est un usage local nord-européen qui apparaît avant le XIIIe siècle dans le Nord de la France. Il est un vestige du système de copropriété familiale et de cousinage (parenté horizontale) qui se transforme alors en propriété par tenures et lignage patrilinéaire (parenté verticale).
Avant cette transformation, le Nord - comme la Benelux et l'Allemagne - était soumis au système de l’approbation parentale (laudatio parentum, all. Beispruch) selon laquelle un vendeur aspirant était défendu d'aliéner un bien patrimonial (appelé « héritage ») à d'autres qu'à ses proches parents. Pour disposer de son bien, la laudatio obligeait le vendeur d'offrir l'héritage à tous les membres de sa parentèle en droit d'être considérés ses héritiers présomptifs et, dans le rare cas de leur renonciation unanime à ce bien, d'avoir leur consentement avant de le mettre en vente auprès des étrangers.
Le retrait a pour but de préserver le patrimoine familial dans l'aliénation à titre onéreux au même titre que la réserve héréditaire et l'interdiction aux femmes de succéder en ce qui concerne l'aliénation à titre gratuit.
On le trouve mentionné par Pierre Deffontaines, par Beaumanoir, et dans les Établissements de Saint Louis, chapitres 44, 129, 150.
Le retrait lignager a été aboli en France en 1789, mais il s'est continué dans le droit des successions au Canada et dans la forme diluée du retrait successoral de l'ancien article 841 du Code Napoléon.

## Principe
Ce droit de retrait, qui se fonde sur les principes de la communauté d'intérêts et de la solidarité familiale, est proche:
- du retrait féodal ou seigneurial : droit du seigneur de retirer de la vente un héritage noble (immeuble) qui relève de lui en offrant de rembourser le prix payé par l'acheteur ;
- du droit de prélation ;
- du retrait de retenue : droit du seigneur censier de retenir l'héritage qui est dans la censive, lorsqu'il a été vendu par le censitaire, en remboursant le prix payé par l'acheteur ;
- des retraits de convenance (retrait partiaire, débital, de consolidation) ;
- du retrait successoral ;
- du droit de préemption qui est toujours reconnu aux communes et à certains locataires ;
- du « retrait de voisinage » (all. Näherrecht) : droit des voisins du vendeur de retirer de la vente un héritage.

Le retrait lignager ne porte que sur des immeubles réels qui font partie des biens propres, c'est-à-dire acquis par succession. et se fonde sur l'existence d'un droit de copropriété latente entre tous les membres d'une famille sur les biens héréditaires. Le retrait n'a pas lieu contre l'acquéreur dont la femme ou les enfants sont lignagers.
L'action en retrait lignager doit s'exercer dans l'année à partir du moment où l'aliénation est parfaite.
L'offre de retrait doit se faire au domicile de l'acquéreur et consister dans une offre de paiement comptant et intégrale, quand bien même la vente aurait-elle été faite sous forme de rente. Le paiement doit être fait dans les vingt-quatre-heures de l'acceptation, sous peine de déchéance.
Le retrait féodal se fait dans les mêmes formes que le retrait lignager, mais il doit être fait dans les quarante jours du moment où l'aliénation lui est signifiée pour agréer le nouveau vassal, et à défaut pendant trente ans. Le retrait féodal doit céder ou s'effacer devant le retrait lignager, en sorte que le parent lignager est préféré au seigneur.
Le retrait lignager a été utilisé jusqu'en 1789, tout particulièrement pour les familles nobles, avec des variantes régionales. Témoins d'une conception communautaire de la famille, et collective de la propriété immobilière, il a été aboli par la Révolution comme étant contraire au caractère individuel et absolu du droit propriété. Toutefois, le retrait successoral, retenu dans l'art. 841 du Code Napoléon, a emprunté au droit coutumier en limitant le droit de retrait aux héritiers réservataires ou légitimes.